# Micrathena similis
Micrathena similis là một loài nhện trong họ Araneidae.
Loài này thuộc chi Micrathena. Micrathena similis được Elizabeth Bangs Bryant miêu tả năm 1945.